# Мойсес Блас
Мойсес Блас (порт. Moysés Blás, 24 березня 1937) — бразильський баскетболіст.
Бронзовий призер Олімпійських Ігор 1960 року.
Блас — єврей, народився в Мінас-Жерайс, Бразилія. Його зріст 5 футів 11 дюймів (1 м 56 см). Він грав у баскетболі за Бразилію на Олімпійських іграх 1960 року в Римі та виграв бронзову медаль, оскільки Бразилія фінішувала позаду Сполучених Штатів і Радянського Союзу.